# Бухара (аэропорт)
Международный аэропорт «Бухара́» (узб. Buxoro xalqaro aeroporti) — международный аэропорт, расположенный на северо-восточной окраине Бухары. Один из основных аэропортов Узбекистана.

## Описание
Построен во времена Узбекской ССР. В первые десятилетия современного Узбекистана был реконструирован и стал способен принимать все типы самолётов и вертолётов, также был открыт новый аэровокзал. Статус международного аэропорта с 1999 года. Ежегодный пассажиропоток аэропорта составляет более 150 тысяч человек.
С 1 октября 2019 года вводится режим «открытое небо» в ряде международных аэропортов Узбекистана, что позволит без ограничений принимать международные чартерные рейсы. В Бухаре будет введено «открытое небо» с применением «пятой свободы» в отношении иностранных граждан (самолеты любых стран могут привозить сюда иностранных туристов и улетать в третью страну). Три аэропорта страны — Карши, Термез, Нукус — открываются полностью.

## Авиакомпании и направления в расписании 2024 года
В списке не указаны сезонные и чартерные пассажирские рейсы между городами Узбекистана и зарубежных стран, а также грузовые рейсы. Ниже список только постоянных рейсов.